# Micky y Los Tonys
Micky y Los Tonys est un groupe espagnol de rock, originaire de Madrid, actif entre 1960 et 1969. Après plusieurs changements dans leur formation, ils forment en 1962-1963 ce qui est généralement connu comme leur formation classique : Miguel Ángel Carreño Micky (chant), Tony de Corral (guitare solo), Fernando Argenta (guitare rythmique), Juan María Fuster (basse) et Enrique Modolell (batterie).

## Histoire

### Période rock 'n' roll et yéyé (1960–1964)
Les membres du groupe se rencontrent en 1960 au Club Santiago Apóstol et font leurs débuts le 12 octobre de la même année. En 1962, ils participent au premier festival organisé au Teatro-circo Price, partageant l'affiche avec Los Pekenikes, Los Estudiantes et Dick y Los Relámpagos. En fait, ils deviendront l'un des groupes les plus populaires lors des mythiques Matinales organisées dans ce même lieu entre 1962 et 1963. Bien qu'au début ils ne s'appellent que Los Tonys, Micky deviendra rapidement le leader du groupe. En fait, le chanteur est bientôt surnommé « l'homme caoutchouc » pour ses gestes et ses mouvements.
Dans les premières années, leur influence de base est le rock 'n' roll venu des États-Unis et interprété par des artistes comme Elvis Presley, Little Richard, Chuck Berry, Gene Vincent ou Eddie Cochran. À partir de 1962, ils commencent à intégrer de nouvelles tendances et de nouveaux styles dans leur son, comme le rock instrumental des Shadows, la surf music et le yéyé.
En 1963, ils enregistrent leur premier album, un EP sur le label Zafiro, qui comprend des versions espagnoles de chansons de Ray Charles et d'autres artistes. C'est à partir de 1964 qu'ils connaissent leur période la plus fructueuse et la plus productive. Bien que les succès de cette année-là, tels que La luna y el Toro, Zorongo Gitano et Guadalajara, soient encore influencés par la musique instrumentale des Shadows, ils sont l'un des premiers groupes espagnols à s'adapter aux nouvelles tendances venues du Royaume-Uni après la British Invasion. Plus précisément, il s'agit du beat (que l'on retrouve dans leur première reprise d'une chanson de Lennon et McCartney en 1963, et d'une autre des Hollies en 1964) et, surtout, du rhythm and blues.

### Période beat et rhythm and blues (1964–1967)
Avec l'arrivée de la British Invasion en 1964, la scène musicale espagnole (et mondiale) change radicalement. De nombreux groupes pionniers de la fin des années 1950 n'ont pas su s'adapter aux nouvelles tendances et ont fini par se dissoudre. Micky y Los Tonys, en revanche, a été l'un des groupes qui a le mieux su intégrer les nouvelles influences, devenant ainsi un groupe fondamental pour comprendre le développement de la scène musicale espagnole au cours de la seconde moitié des années 1960. Assimilant les enseignements du beat et surtout du rhythm and blues britannique le plus brut, ils ont considérablement durci leur image et leur son. Au point d'être parfois considérés (avec des groupes comme Los Shakers, Los Salvajes, Los Cheyenes et Los No) comme d'authentiques précurseurs espagnols de ce qui sera plus tard appelé le garage rock.
En 1965, le succès de Micky y Los Tonys est tel qu'ils commencent à recevoir des propositions du monde du cinéma. Ils apparaissent dans le film Megatón Ye-Ye, avec Micky, réalisé par Jesús Yagüe et produit par Francisco Lara. La bande originale du film (entièrement composée par le groupe) comprend I'm Over, Ya No Estás, Sulfer Soap et Pretty Baby. La même année, Fernando Argenta doit quitter le groupe pour effectuer son service militaire et Francisco Ruiz, de Los Shakers, le remplace. En 1966, le succès du groupe se poursuit avec des chansons sarcastiques, pleines d'humour et d'ironie dans leurs paroles, mais avec le son instrumental dur qui les caractérise dans cette deuxième phase. Ainsi, des chansons comme Guau : Ladrido del perro cuando ladra, No comprendemos por qué no somos millonarios, El problema de mis pelos et un classique de leur carrière comme No sé nadar se distinguent. Au cours de ces années, ils ont eu le privilège de faire la première partie des groupes britanniques The Kinks et The Animals à Madrid.
En 1967, Micky continue à s'impliquer dans le monde du cinéma. Il joue aux côtés de Massiel et Bruno Lomas dans le film Codo con codo de Víctor Aúz. Il commence également à se faire remarquer en tant qu'animateur radio et disc jockey avec son émission Windy Club sur Radio Madrid.

### Dernière étape (1967–1969)
À partir de 1967, de nouveaux styles envahissent à nouveau la scène musicale espagnole et mondiale. Parmi eux, le blues rock, la soul et le psychédélisme se distinguent en Espagne. Micky y Los Tonys a su s'adapter aux nouveaux airs, en particulier aux sons psychédéliques. Des chansons comme No llores más por mí et La niña del sol en sont de bons exemples. En 1968, Micky participe en tant qu'acteur au film La Vida sigue igual, avec le jeune Julio Iglesias. Dans ce film, il n'est plus accompagné par Los Tonys. En revanche, il poursuit sa carrière de disc jockey sur Radio Madrid. Les prestations du groupe s'espacent de plus en plus au fil du temps, tandis qu'ils choisissent d'enregistrer des chansons à vocation commerciale évidente, très éloignées de leur son d'origine. Tout cela, ainsi que la décision de Micky d'entamer une carrière solo, a conduit à la dissolution du groupe. C'est ainsi que Micky y Los Tonys mettent un terme à leur histoire en 1969.
Le chanteur Micky commence une carrière solo avec le label RCA. Tout au long des années 1970, il a connu plusieurs succès avec des chansons comme El Chico de la armónica (1971) ou Soy así (1974), toutes deux écrites et produites par Fernando Arbex, ancien membre de Los Brincos. D'autres succès de sa carrière solo sont Bye, Bye Fraeulein (1975) (qui a atteint la première place en Espagne et a également connu une relative popularité en Allemagne et aux Pays-Bas) et Enséñame a cantar, la chanson avec laquelle il représente l'Espagne au Concours Eurovision de la chanson 1977 ; il est arrivé en neuvième position,.
Micky y Los Tonys se réunissent de nouveau en 1981 pour enregistrer un single pour Columbia et un album chez Belter en 1982, se produisant occasionnellement en public. Des réunions et des concerts sporadiques ont eu lieu depuis lors.

## Discographie

### Albums studio
- 1965 : Megatón Ye-Yé (B.S.O.) (Zafiro-Novola)
- 1998 : Micky y Los Tonys: Grupos españoles de los 60 (compilation ; BMG-Zafiro, 1998)
- 2003 : Micky y Los Tonys: Todos sus Ep's en Zafiro (1963-1967) (compilation ;  Rama Lama, 2003)

### EP
- 1963 : Ya tengo todo / En un pueblito español / Ritmo de la lluvia / Un poco más de su amor (Zafiro)
- 1963 : Lup de lup / Un diablo disfrazado / Estás morenísima / No me dejes (Zafiro)
- 1963 : ¡Hay tantas chicas en el mundo! / Qué ilusión / Bailando el Surfin' / Nunca más (Zafiro)
- 1964 : No tengo edad para amarte / Motivo de amor / ¿Qué haces en invierno? / Cómo podría decirte (Zafiro)
- 1964 : El vendedor de melones / Verde, verde / La cucaracha / América (Zafiro)
- 1964 : Sospecha / Malagueña / Te cambiaré por una mejor que tú / Guadalajara (Zafiro)
- 1964 : Zorongo gitano / Cielito lindo / Vuelvo otra vez / Noches de Madrid (Zafiro)
- 1964 : La luna y el toro / Ma vie / House of the Rising Sun / Las lagarteranas (Zafiro)
- 1965 : Pretty Baby / Tú serás muy feliz / Estoy cansado / Un bel amour (Zafiro-Novola)
- 1965 : No comprendemos por qué no somos millonarios / Cuarto intento de éxito / Up And Down / Opinión pública (Zafiro-Novola)
- 1966 : No se puede ser vago / Como la primera vez / El problema de mis pelos / Cuando pienso en ti (Zafiro-Novola)

### Singles
- 1965 : Sha-La / Ya no estás (Zafiro)
- 1966 : No sé nadar / Fuera de mis sentidos (Zafiro-Novola)
- 1966 : La gallina / Guau: ladrido de perro cuando ladra (Zafiro-Novol)
- 1967 : No llores más por mí / Desde un loco con amo (Zafiro-Novola)
- 1967 : La niña del sol / Cotopaxi ba-ba-ba (Zafiro-Novola)
- 1968 : Ana, yo te quiero / Correcto o falso (Zafiro-Novola)
- 1968 : Sueños, piedras y amor / ¿Buribú? (Zafiro-Novola)
- 1969 : Nubes grises / Boum, boum, boum (Ariola)